# Верџин Атлантик
Верџин Атлантик ервејз (енгл. Virgin Atlantic Airways Ltd. или само Virgin Atlantic) је британска авио-компанија у власништву Верџин групе (51%) Ричарда Брансона и Сингапур ерлајнса (49%). Управа компаније се налази у Кролију (Западни Сасекс, Енглеска), у близини Аеродрома Гетвик. Ова авио-компанија обавља летове између Уједињеног Краљевства и Северне Америке, Кариба, Африке, Блиског истока, Азије и Аустралије из својих база у лондонским аеродромима Хитроу и Гетвик. Верџин има и мању базу у Манчестеру.

## Историја

### Настанак
Амерички адвокат Рандолф Филдс и некадашњи главни пилот Лејкер ервејза, Алан Хелари, основали су Бритиш атлантик ервејз као замену за Лејкер ервејз, једну од првих лоу-кост компанија, која је банкротирала 1982. године. Филдсов циљ био је да успостави линију између Лондона и Фолкландских Острва, пошто се Фолкландски рат завршио у јуну 1982. године, те се јавила потреба за авионским превозом на датој релацији. Филдсу је била потребна стручна помоћ, те је контактирао са Хеларијем, који је у исто време размишљао о успостављању те линије, а већ се повезао са својим бившим колегама из Лејкер ервејза.
Међутим, кратка писта на Аеродрому Порт Стенли на Фолкландским Острвима онемогућила је реализацију Филдсове и Хеларијеве идеје. Они су, уместо тога, покушали да дођу до дозволе за летове између Аеродрома Гетвик у Лондону и Аеродрома Џон Ф. Кенеди у Њујорку. Ипак, њих двојица нису успели да остваре ни ову намеру, пошто је захтев за дозволу одбијен.
Хелари и Филдс су захтев за нову дозволу на релацији Лондон - Њујорк, али су овога пута планирали да лете на Њуарк Либерти међународни аеродром који се налази изван градског језгра. Планирали су да на овој релацији користе ДЦ-10 са 380 седишта. Међутим, суочени са директним конкурентом, Пипл икспрес ерлајнс, одлучили су да прикупе више средстава пре него што покрену ову услугу.
Филдс је упознао Ричарда Брансона на забави у Лондону на којој су договорили пословно партнерство у авио-компанији. Након преговора, пристао је на смањено власништво у компанији од 25%, постао је председник одбора, а компанија је променила име у Верџин атлантик ервејз. Међутим, након несугласица у вези са радом компаније, Филдс је прихватио понуду да напусти компанију за милион фунти.
Први редовни лет између аеродрома Гетвик и Њуарк Либерти Верџин атлантик је извршио 22. јуна 1984. године користећи изнајмљени Боинг 747-200. Компанија је остварила зараду већ у првој години рада.

### Развој компаније
1986. године додат је још један Боинг 747, намењен за летове између Лондона и Мајамија. Флота компаније је обнављана, а осниване су нове линије: Аеродром Џон Ф. Кенеди у Њујорку (1988), Токио (1989), Лос Анђелес (1990), Бостон (1991), Орландо (1992). 1987. је покренута линија између Аеродрома Лутон (Лондон) и Даблина, али је обустављена 1990. године.

### Касније године
Верџин група је продала 49% компаније Сингапур ерлајнсу у марту 2000. године за 600,25 милиона фунти. Верџин група је и даље власник преосталих 51% компаније.
У јуну 2002, Верџин атлантик је постала прва компанија на свету која је користила Ербас А340-600.
Верџин атлантик је у 2003. години превезао 3,8 милиона путника, а до 2006. године се овај број повећао на 4,6 милиона путника.

## Флота
Верџин атлантик користи и Ербасове и Боингове авионе. Просечна старост авиона (јун 2009) износи 7,5 година.
| Модела авиона  | У употреби | Поручено | Опциона поруџбина | Право на куповину | Број путника (Бизнис/Премијум економска/Економска) | Почетак употребе         |
| -------------- | ---------- | -------- | ----------------- | ----------------- | -------------------------------------------------- | ------------------------ |
| Ербас A330-300 | 2          | 3        | –                 | –                 | 314 (-/59/255)                                     | 2011.                    |
| Ербас A340-300 | 4          | –        | –                 | –                 | 240 (34/35/171)                                    | У употреби до 2012-2013. |
| Ербас A340-600 | 19         | –        | –                 | –                 | 308 (45/38/225)                                    | У употреби               |
| Ербас A380-800 | –          | 6        | 6                 | –                 | –                                                  | 2015.                    |
| Боинг 747-400  | 12         | –        | –                 | –                 | 452 (14/58/380) 451 (14/58/379) 344 (54/62/228)    | У употреби               |
| Боинг 787-9    | –          | 15       | 8                 | 20                | ?                                                  | 2014.                    |
| Укупно         | 38         | 31       | 14                | 20                |                                                    |                          |

## Инциденти и несреће
- 5. новембра 1997. године, након бројних покушаја да се покрене заглављени стајни трап на Ербасу А340-600, извршено је принудно слетање на Аеродром Хитроу. Значајно су оштећени доњи делови мотора 1, 2 и 4 који су остварили контакт са пистом приликом слетања. Оштећена је и површина писте, а неколико сигналних светала је сломљено пошто се главни стајни трап распао приликом слетања. Авион је безбедно евакуисан, а два члана посаде и пет путника претрпели су мање повреде приликом евакуације.
- 8. фебруара 2005. године, на Ербасу А340-600 на линији између Лондона и Хонгконга, дошло је до квара система за аутоматску контролу горива, те је леви спољни мотор остао без горива. Убрзо након тога, и десни спољни мотор почиње да губи гориво, све док посада није почела мануелно да пребацује гориво. Авион је принудно слетео у Амстердаму.

## Дестинације
| АФРИКА          | Кенија                    | Најроби                   | Најроби                   |
| АФРИКА          | Маурицијус                | Порт Луј (сезонски)       | Порт Луј (сезонски)       |
| АФРИКА          | Нигерија                  | Лагос                     | Лагос                     |
| АФРИКА          | Јужноафричка Република    | Кејптаун (сезонски)       | Кејптаун (сезонски)       |
| АФРИКА          | Јужноафричка Република    | Јоханезбург               |                           |
| АЗИЈА           | Индија                    | Делхи                     | Делхи                     |
| АЗИЈА           | Јапан                     | Токио                     | Токио                     |
| АЗИЈА           | Кина                      | Хонгконг                  | Хонгконг                  |
| АЗИЈА           | Кина                      | Шангај                    |                           |
| АЗИЈА           | Уједињени Арапски Емирати | Дубаи                     | Дубаи                     |
| ЕВРОПА          | Уједињено Краљевство      | Глазгов (сезонски)        | Глазгов (сезонски)        |
| ЕВРОПА          | Уједињено Краљевство      | Лондон                    | Хитроу                    |
| ЕВРОПА          | Уједињено Краљевство      | Лондон                    | Гетвик                    |
| ЕВРОПА          | Уједињено Краљевство      | Манчестер                 |                           |
| КАРИБИ          | Антигва и Барбуда         | Антигва                   | Антигва                   |
| КАРИБИ          | Барбадос                  | Бриџтаун                  | Бриџтаун                  |
| КАРИБИ          | Куба                      | Хавана                    | Хавана                    |
| КАРИБИ          | Јамајка                   | Кингстон                  | Кингстон                  |
| КАРИБИ          | Јамајка                   | Монтего Беј               |                           |
| КАРИБИ          | Гренада                   | Сент Џорџес               | Сент Џорџес               |
| КАРИБИ          | Порторико                 | Сан Хуан (од 7. новембра) | Сан Хуан (од 7. новембра) |
| КАРИБИ          | Света Луција              | Вје Фор                   | Вје Фор                   |
| КАРИБИ          | Тринидад и Тобаго         | Тобаго                    | Тобаго                    |
| СЕВЕРНА АМЕРИКА | Сједињене Америчке Државе | Бостон                    | Бостон                    |
| СЕВЕРНА АМЕРИКА | Сједињене Америчке Државе | Чикаго                    |                           |
| СЕВЕРНА АМЕРИКА | Сједињене Америчке Државе | Лас Вегас                 |                           |
| СЕВЕРНА АМЕРИКА | Сједињене Америчке Државе | Лос Анђелес               |                           |
| СЕВЕРНА АМЕРИКА | Сједињене Америчке Државе | Њујорк                    |                           |
| СЕВЕРНА АМЕРИКА | Сједињене Америчке Државе | Њуарк                     |                           |
| СЕВЕРНА АМЕРИКА | Сједињене Америчке Државе | Мајами                    |                           |
| СЕВЕРНА АМЕРИКА | Сједињене Америчке Државе | Орландо                   |                           |
| СЕВЕРНА АМЕРИКА | Сједињене Америчке Државе | Сан Франциско             |                           |
| СЕВЕРНА АМЕРИКА | Сједињене Америчке Државе | Вашингтон                 |                           |
| ОКЕАНИЈА        | Аустралија                | Сиднеј                    | Сиднеј                    |